# Erbareti
Erbareti è una frazione del comune di Varallo, antecedentemente inclusa nell'ex-comune di Sabbia. È situata in cima alla Val Sabbiola, a 956 m s.l.m., esso è stato parzialmente recuperato in tempi recenti, anche se non si registrano domiciliati stabili.

## Il paese

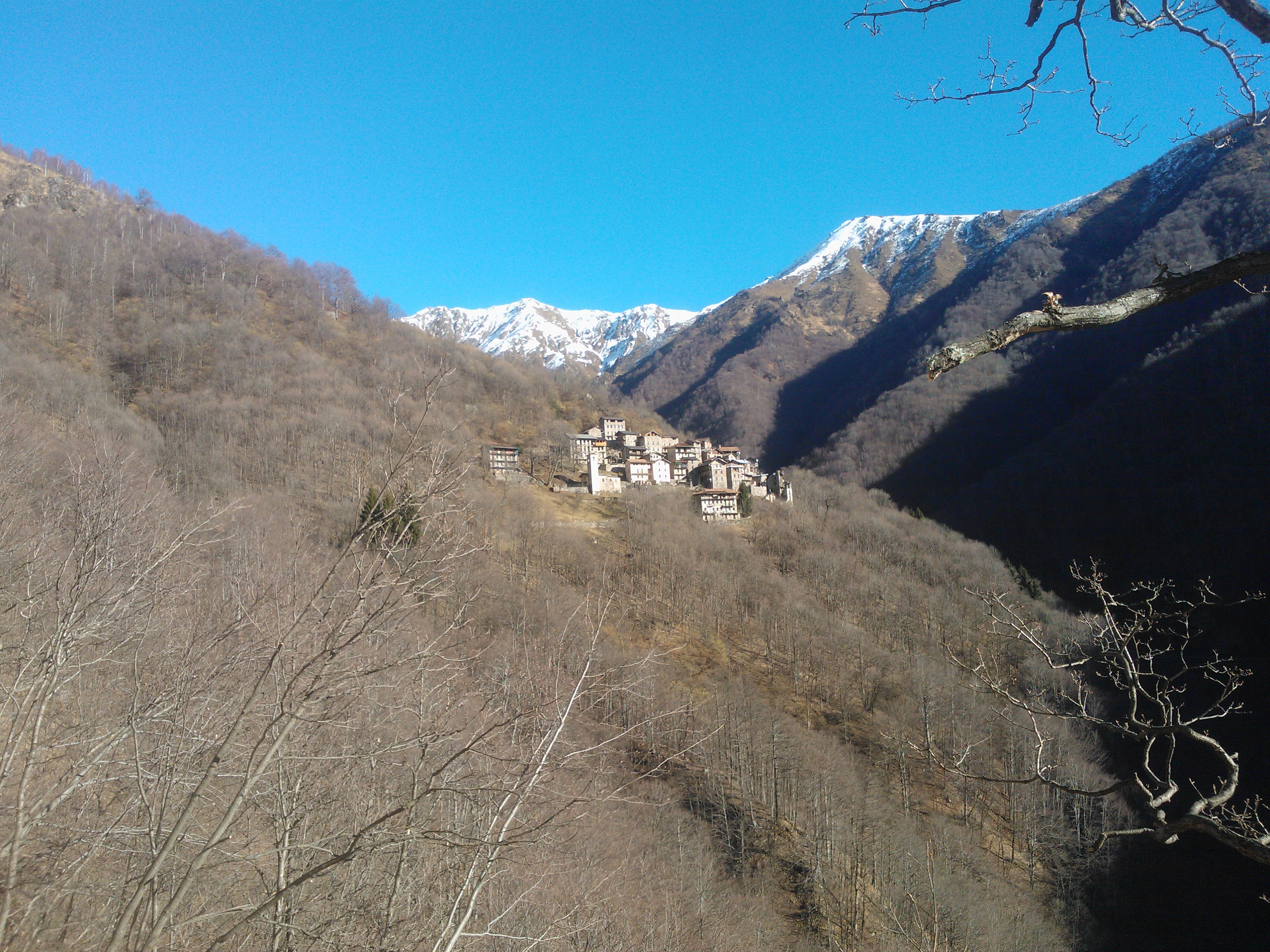
Erbareti visto dal versante ovest nel 2013

La frazione, attualmente composta da una ventina di case, è stata costruita intorno alla chiesa, eretta nel 1610. Si pensa che in quel periodo il posto fosse un luogo di destinazione per galeotti. Si trova in carte ottocentesche con il nome di Arbareti. Nel 1907 un devastante incendio incenerì quasi completamente il centro abitato, facendo due vittime;  durante la sua ricostruzione venne adottata la copertura dei tetti in lamiera, sostituendo le coperture in paglia precedentemente utilizzate, facilmente infiammabili. Ha conosciuto il massimo sviluppo tra la prima e la seconda guerra mondiale: si stima che la popolazione raggiunse il centinaio di abitanti. Venne creato anche il primo circolo della Val Sabbiola, con uno statuto apposito fatto di regole di convivenza ritenute essenziali.
Il secondo dopoguerra vide un progressivo spopolamento del paese. Ciò fu dovuto alle difficili condizioni di vita a cui si era costretti in un territorio che aveva poco da offrire. In parte contribuì anche il tardivo adeguamento ai tempi, nei servizi più essenziali: la corrente elettrica arrivò abbastanza precocemente, nel 1953, mentre per la rete fognaria si dovettero attendere gli anni settanta. Già nel 1970 la popolazione si era ridotta ad un solo abitante stabile, conosciuto come "l'eremita di Erbareti" grazie ad un documentario della RAI, la quale gli regalò un televisore. Nel novembre del 1977 l'ultimo residente, Pietro Gippa (Sindaco del comune di Sabbia dal 1946 al 1951) si trasferì in un ospizio di Varallo, arrendendosi alla solitudine ed alle condizioni di vita proibitive per un uomo di 76 anni. 

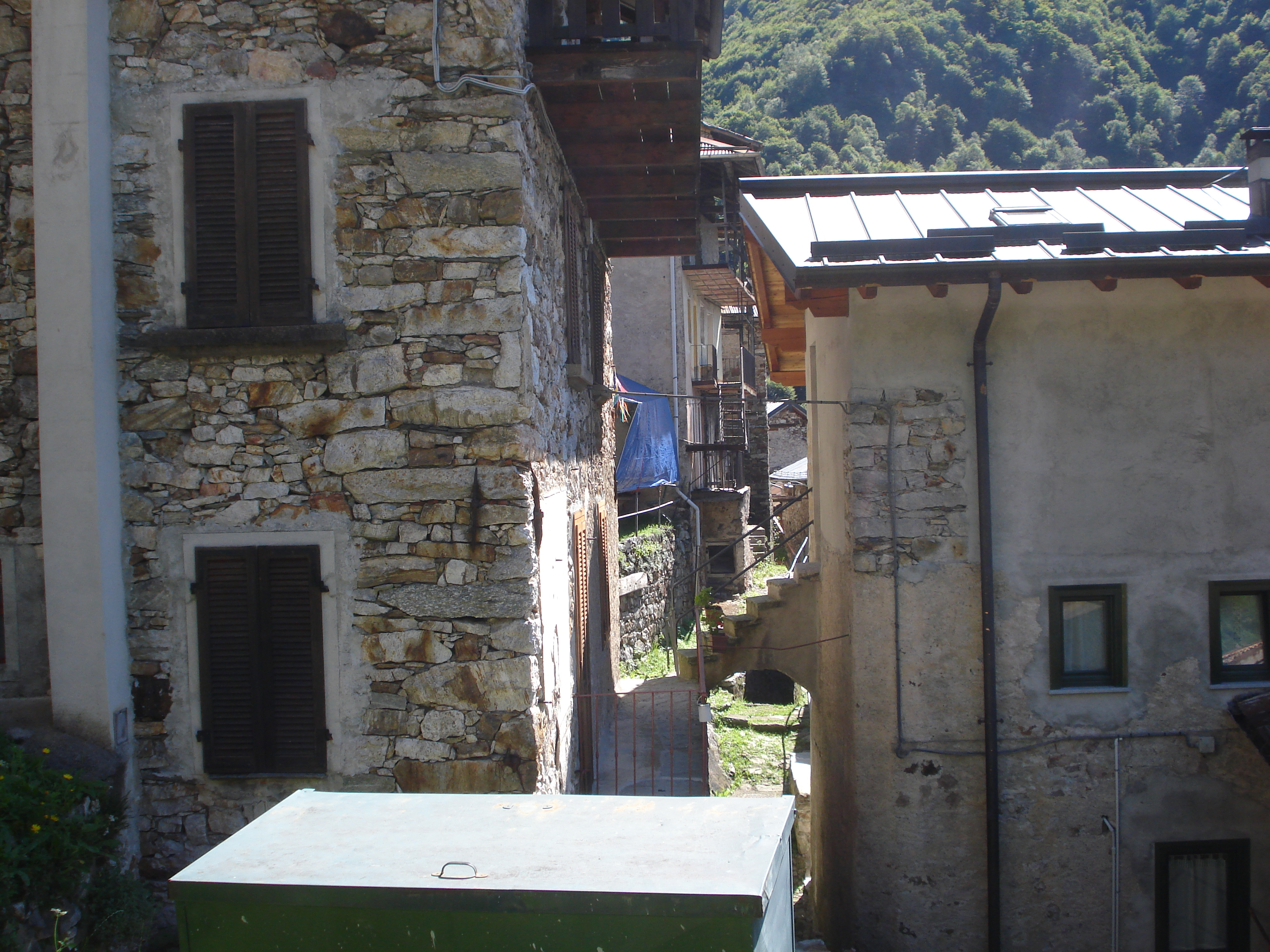
Il centro del paese

In seguito si ebbe un limitato ripopolamento, soprattutto per seconde case, frequentate durante le vacanze estive e nei fine settimana. Opera dei privati furono il completamento della rete idrica e fognaria. Fu installata anche l'illuminazione pubblica. La strada carrozzabile di fondo valle ha conosciuto varie fasi di realizzazione: un primissimo progetto degli anni cinquanta non fu mai realizzato (a questo si riconduce la principale causa di spopolamento). 
I primi lotti furono realizzati tra il 1975 e il 1985, arrivando a circa un paio di chilometri dalle tre frazioni maggiori. Dopo una lunga gestazione vi fu un ulteriore prolungamento nel 2004 e, con la realizzazione di un nuovo tratto nel 2011-2012, la nuova strada è percorribile con mezzi a trazione integrale per l'Alpe Campo, alpeggio ancora in uso sopra il paese. L'ultimo tratto per raggiungere l'abitato è in fase di realizzazione. Sono previsti comunque migliorie ed ulteriori lotti verso il sovrastante alpeggio, dei quali non si ha data certa di realizzazione.
Le telecamere della RAI sono tornate nel 2016 in due diverse occasioni, per una puntata di Tg2 Dossier andato in onda il 13 novembre e per un collegamento con il programma La vita in diretta andato in onda il 9 dicembre. In entrambe le occasioni si è voluto sottolineare i problemi dei paesi di montagna dovuti allo spopolamento a causa della mancanza di servizi.

Il santo patrono è san Gaudenzio, festeggiato l'ultima domenica di luglio anziché a gennaio per motivi logistici; la festa campestre conta infatti numerose presenze (oltre 120 ogni anno), molti sono gli stranieri, provenienti soprattutto da Francia, Svizzera, e Paesi Bassi. Dal 2007 passa dal centro il percorso enogastronomico della manifestazione Profüm da Saleggia, organizzata dalle varie associazioni e consorzi locali, coadiuvati dal comune. Come nelle altre frazioni, viene preparato e servito un piatto tipico. La manifestazione viene effettuata nei giorni del ponte di ferragosto.

## Opere d'arte

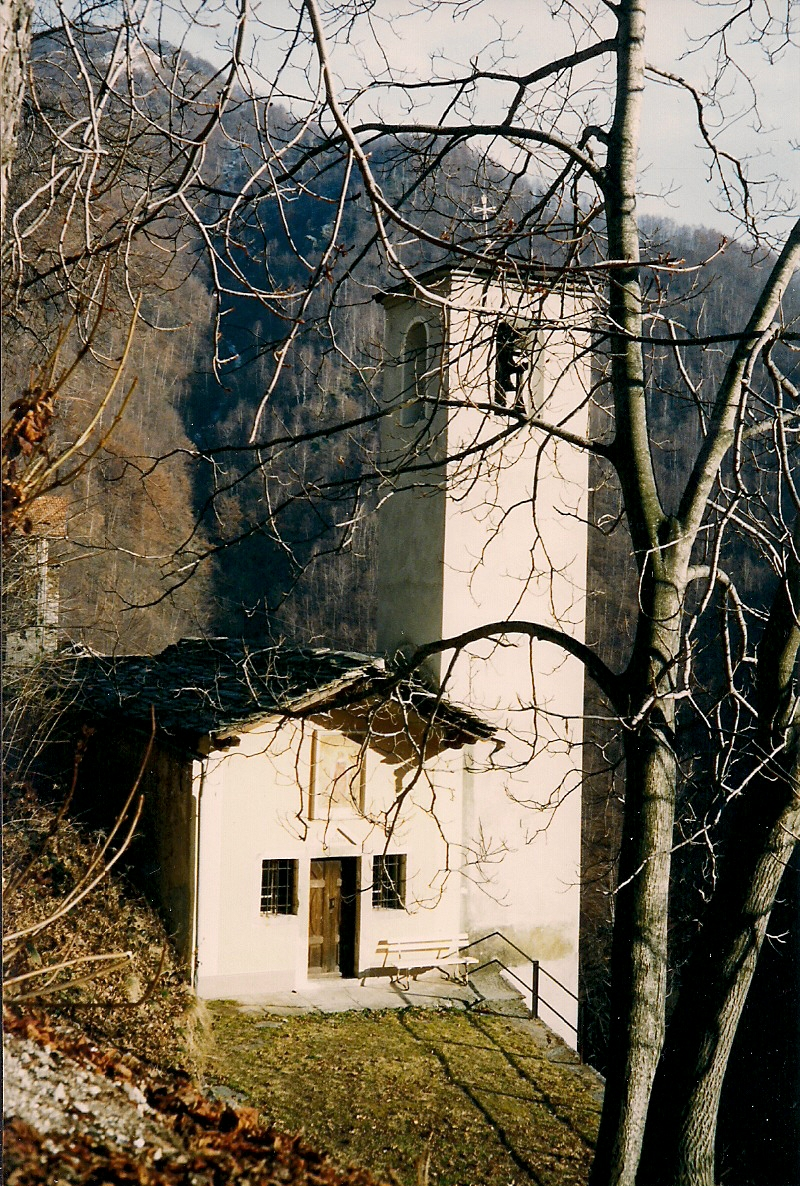
La chiesa di S. Gaudenzio in una foto del 1995

Nel paese è presente un'antica chiesa, eretta in memoria del patrono san Gaudenzio. Esistente già nel XVI secolo, venne ingrandita raggiungendo le dimensioni attuali nel 1610, e fu poi ristrutturata nel 1985.
Sono contenuti all'interno di essa diverse opere d'arte, ma non possono essere attribuite ad artisti di fama mondiale. Recentemente è stato attivato un piano di recupero e mantenimento di tali opere. Nel 2010 sono stati festeggiati i 400 anni dalla fondazione.
Sono sopravvissute inoltre alcune costruzioni tipiche dell'architettura rupestre di montagna, dove si possono notare alcuni archi a tutto sesto interamente in pietra. Una di queste abitazioni, in particolare, presenta una parete costruita interamente in sasso della considerevole altezza di 20 metri.

## Leggenda del "Sasso del diavolo"
Vi sono diverse leggende legate a questo paese. Una delle più note è quella in cui nella zona vivesse una donna sola che doveva provvedere alla fienagione, ma non trovava una persona che potesse aiutarla. La donna, non sapendo a chi rivolgersi, decise di scendere a valle in cerca di un uomo e, in preda alla disperazione pensò "fosse anche il diavolo lo prenderei". Lungo la strada incontrò un uomo che andava verso le montagne. La donna, vedendolo, prontamente gli domandò dove fosse diretto e saputo che egli era in cerca di impiego gli propose di aiutarla. L'uomo le rispose "io vengo a tagliare i vostri prati ma voi dovete assicurarmi lavoro per tre giorni altrimenti ci sarà una brutta sorpresa"; la donna non si preoccupò del particolare sapendo che lo sfalcio del fieno richiedeva circa una settimana. Il primo giorno falciò tutti i prati che gli erano stati assegnati e già la sera stessa ritirò tutto il fieno essiccato nel fienile. Il secondo giorno la donna lo incaricò di preparare la legna per l'inverno e alla sera tutta la legna era già stata ritirata nei depositi pronta per essere bruciata nel camino. Allora la donna si ricordò del particolare di dover garantire all'uomo il lavoro per tre giorni e fu assalita dal presagio che quell'uomo fosse proprio il diavolo. Nella notte la donna non riuscendo a prender sonno per il pensiero di trovare l'occupazione a quell'uomo per il terzo giorno, si ricordò di avere in casa un sacco di lana di una pecora di colore nero.  Al mattino seguente la donna chiamò l'uomo dicendo "andate al torrente e lavate questa lana finché diventi bianca". L'uomo, dopo aver a lungo lavato la lana, comprese di essere stato ingannato e bruscamente lasciò il torrente tra scintille di fuoco lasciando l'impronta di un piede sulla pietra dove lavava la lana. La leggenda dice che il luogo dove il diavolo lavava la lana fosse nei pressi del ponte sul torrente che si incontra prima di raggiungere la frazione Montata, pochi minuti prima di Erbareti. È visibile una pietra che sembra portare l'impronta di uno zoccolo che la tradizione locale attribuisce al diavolo.